# Air Sénégal (2016)
Air Sénégal ist die nationale Fluggesellschaft Senegals mit Heimatbasis und Hub auf dem Flughafen Dakar-Blaise Diagne bei Dakar.
Die Gesellschaft trat die Nachfolge der Fluggesellschaften Air Sénégal (1971–2009, davon 2001–2009 als Air Sénégal International) und Sénégal Airlines (2009–2016) an.

## Geschichte
Air Sénégal wurde 2016 gegründet und sollte am 7. Dezember 2017 mit Eröffnung des neuen internationalen Flughafens Dakar-Blaise Diagne den Flugbetrieb aufnehmen. Mit diesem Datum wurden aber lediglich die beiden ersten Maschinen übernommen. Ein zweiter Termin für den Start des Flugbetriebs Anfang 2018 konnte nicht eingehalten werden, Grund war die fehlende Air Operator Certificate, welche die Gesellschaft erst am 30. April 2018 erhielt. Ein erster Flug erfolgte am gleichen Tag von Dakar und Ziguinchor mit einer ATR 72-600 (mit dem Kennzeichen 6V-AMS), jedoch ohne ein Aufnahme von Linienflügen.
Eine 2019 erfolgte Bestellung von acht Airbus A220-300 wurde 2021 auf fünf geleaste Airbus A220-300 geändert. 2023 wurde wegen Problemen mit den Triebwerken, die Ausflottung des einzigen Airbus A220-300 bekannt gegeben. Es sollte ein alternativer Flugzeugtyp gesucht werden.

## Flugziele
Air Sénégal bietet vom Flughafen Dakar-Blaise Diagne interkontinentale Flüge nach Europa, Saudi-Arabien und in die USA an. Neben Flügen innerhalb des Sénégal fliegt die Fluggesellschaft auch weitere afrikanische Ziele an.

## Flotte

### Aktuelle Flotte
Mit Stand Juli 2025 besteht die Flotte der Air Sénégal aus fünf Flugzeugen mit einem Durchschnittsalter von 10,1 Jahren:
| Flugzeugtyp     | Anzahl | bestellt | Anmerkungen                                        | Sitzplätze (Business/Prem/Eco) | Durchschnittsalter |
| --------------- | ------ | -------- | -------------------------------------------------- | ------------------------------ | ------------------ |
| ATR 72-600      | 2      |          | eine inaktiv                                       | 70 (-/-/70)                    | 7,8 Jahre          |
| Airbus A321-200 | 1      |          | inaktiv                                            | 165 (16/-/149)                 | 22,5 Jahre         |
| Airbus A330-900 | 2      |          | eine inakriv; 9H-SZN von Airhub Airlines betrieben | 290 (32/31/237)                | 6,2 Jahre          |
| Gesamt          | 5      | –        |                                                    |                                | 10,1 Jahre         |

### Ehemalige Flugzeugtypen
In der Vergangenheit setzte Air Sénégal bereits folgende Flugzeugtypen ein:
| Flugzeugtyp     | Anzahl | Anmerkung            | Einflottung | Ausflottung |
| --------------- | ------ | -------------------- | ----------- | ----------- |
| Airbus A220-300 | 1      |                      | 2021        | 2022        |
| Airbus A319-100 | 3      |                      | 2018        | 2025        |
| Boeing 737-500  | 1      | von Blue Air geleast | 2019        | 2021        |